# 平卧忍冬
平卧忍冬（学名：Lonicera prostrata）是忍冬科忍冬属的植物，为中国的特有植物。分布在中国大陆的四川等地，生长于海拔2,700米至4,000米的地区，常生长在河边，目前尚未由人工引种栽培。